# Kincstárjegy
A kincstárjegy a névre szóló, hitelviszonyt megtestesítő értékpapírok egyik fajtája. A kincstárjegyek lehetnek bemutatóra szólóak vagy átruházhatók. A piacok a kincstárjegyeket általában kockázatmentes befektetési formának tekintik (zéro béta).

## Magyarországon
- Kincstárjegy kibocsátására az állam jogosult.
- A kincstárjegyeket (valamint az összes magyar állampapírt) az Államadósság Kezelő Központ Zrt. bocsátja ki, és kezeli.
- A kincstárjegyben az állam (az adós) arra kötelezi magát, hogy kamatozó kincstárjegy esetén a megjelölt pénzösszeget és annak kamatát, nem kamatozó kincstárjegy esetén a megjelölt pénzösszeget a kincstárjegy mindenkori tulajdonosának, illetve jogosultjának (a hitelezőnek) a megjelölt időben és módon megfizeti.
- A kincstárjegy futamideje a kibocsátás időpontjától számított egy évig terjedhet.
- A kincstárjegyre egyebekben a kötvényről szóló 285/2001. (XII. 26.) Korm. rendelet rendelkezéseit kell megfelelően alkalmazni.

„A kincstárjegy (kincstári váltó)... Az állam (kincstár, állami költségvetés) által kibocsátott, az állam adósságát megtestesítő értékpapírt, amelyben az állam adósságtörlesztésre és kamatfizetésre vagy járadék fizetésére vállal kötelezettséget (...) egy évnél rövidebb lejáratra, alacsony kamatlábbal bocsátják ki. (...) A kincstárjegy nálunk bemutatóra szóló átruházható értékpapír. Ebben az állam arra kötelezi magát, hogy az azon megjelölt összeget és annak előre meghatározott kamatát a papír tulajdonosának a megjelölt időben visszafizeti.”

## Külső hivatkozások
- az Államadósságkezelő Központ Zrt. oldala